# Metalectra corcyra
Metalectra corcyra là một loài bướm đêm trong họ Erebidae.